# Toyamayusurika
Toyamayusurika är ett släkte av tvåvingar. Toyamayusurika ingår i familjen fjädermyggor.
Kladogram enligt Catalogue of Life:
| Toyamayusurika | \| \| Toyamayusurika asamasexta \| \| \| \| \| \| Toyamayusurika shiotanii \| \| \| \| \| \| Toyamayusurika tusimuabecea \| \| \| \| |
|                | \| \| Toyamayusurika asamasexta \| \| \| \| \| \| Toyamayusurika shiotanii \| \| \| \| \| \| Toyamayusurika tusimuabecea \| \| \| \| |
|                | Toyamayusurika asamasexta |
|                | |
|                | Toyamayusurika shiotanii |
|                | |
|                | Toyamayusurika tusimuabecea |
|                | |